# Nylandtia spinosa
Nylandtia spinosa es una especie de Magnoliopsida del género Nylandtia, de la familia Polygalaceae, del orden Fabales.

## Taxonomía
Fue descrita científicamente por (L.) Dumort.. Fue publicado por primera vez en Dumort. (1822). In: Comm. Bot. 32.